# Port Paljassaare
Port Paljassaare (est. Paljassaare sadam) – port towarowy znajdujący się w stolicy Estonii, Tallinnie. Port należy do kompleksu Portu w Tallinnie, choć jest znacznie mniejszy od leżących w pobliżu Portu Muuga oraz pasażerskiego Vanasadam. Nazwa bierze się od poddzielnicy w której się znajduje oraz półwyspu, na którym znajduje się poddzielnica.
Wejście do portu odbywa się poprzez kanał o długości 800 m, szerokości od 90 do 150 m i głębokości 9 m. Paljassaare posiada 11 nabrzeży o łącznej długości 1,9 km. Może obsłużyć jednostki o długości do 190 m i szerokości do 30 m. Powierzchnia lądu należącego do portu to 43,6 ha, w tym znajduje się 105 tys. m² otwartej powierzchni magazynowej oraz 16 tys. m² zamkniętej. Oprócz tego port wyposażony jest w zbiornik o objętości 42 tys. m³.
Towary przeładowywane w porcie to głównie towary mieszane, ropa naftowa, węgiel oraz drewno. Paljassaare posiada specjalny terminal dla olejów spożywczych. Możliwości przeładunkowe oceniane są na około 3 mln ton rocznie.

## Galeria

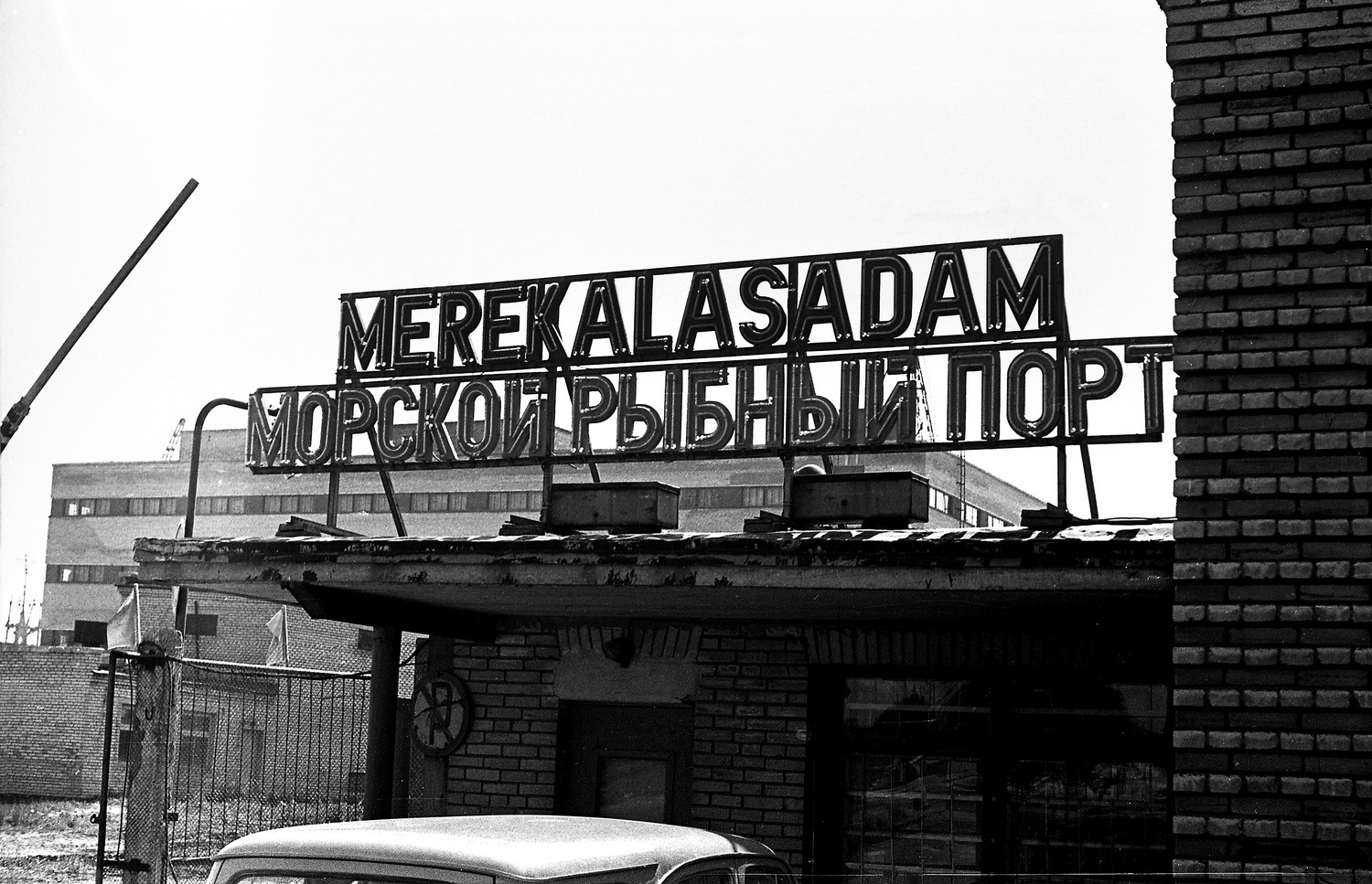
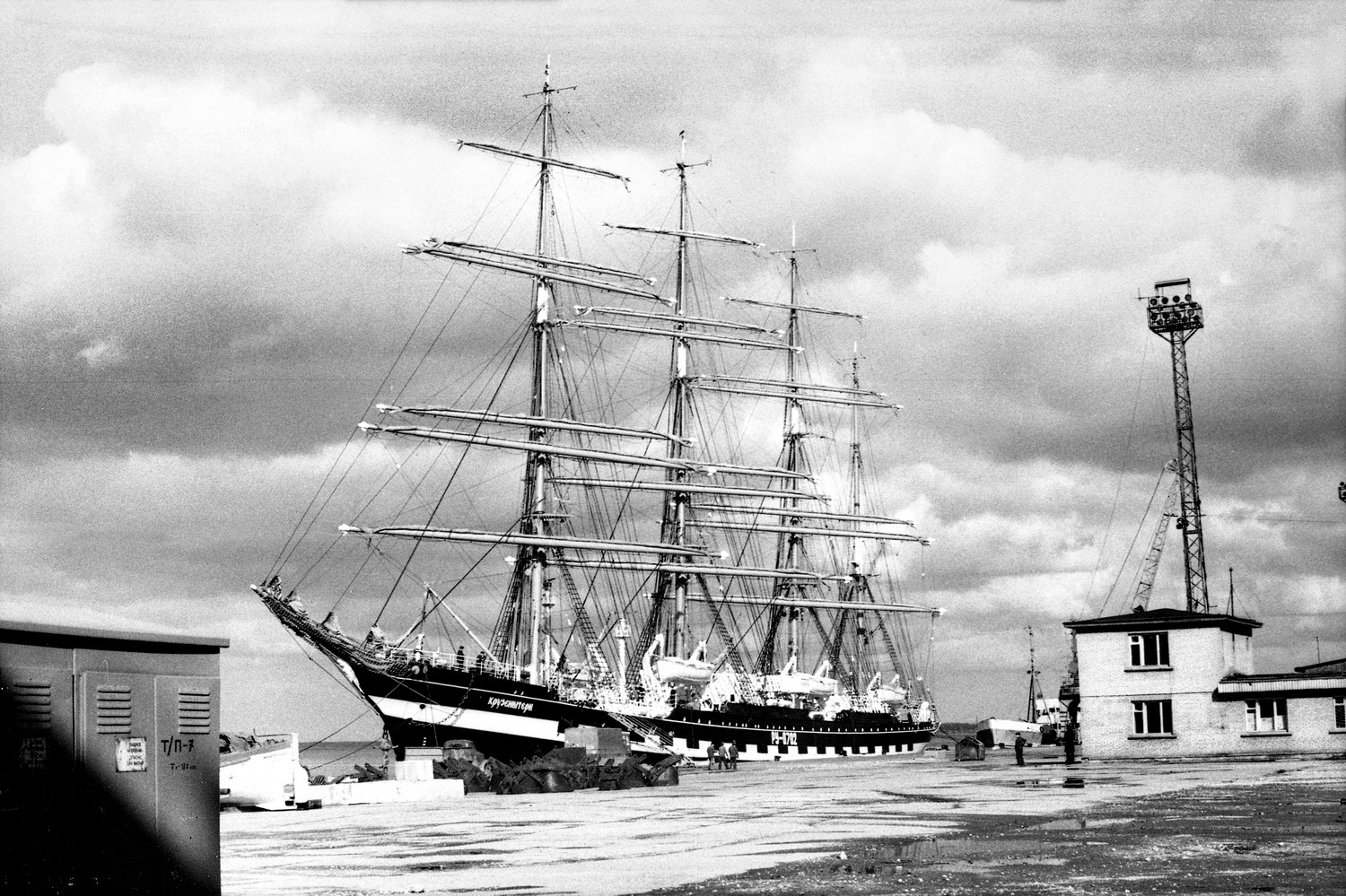
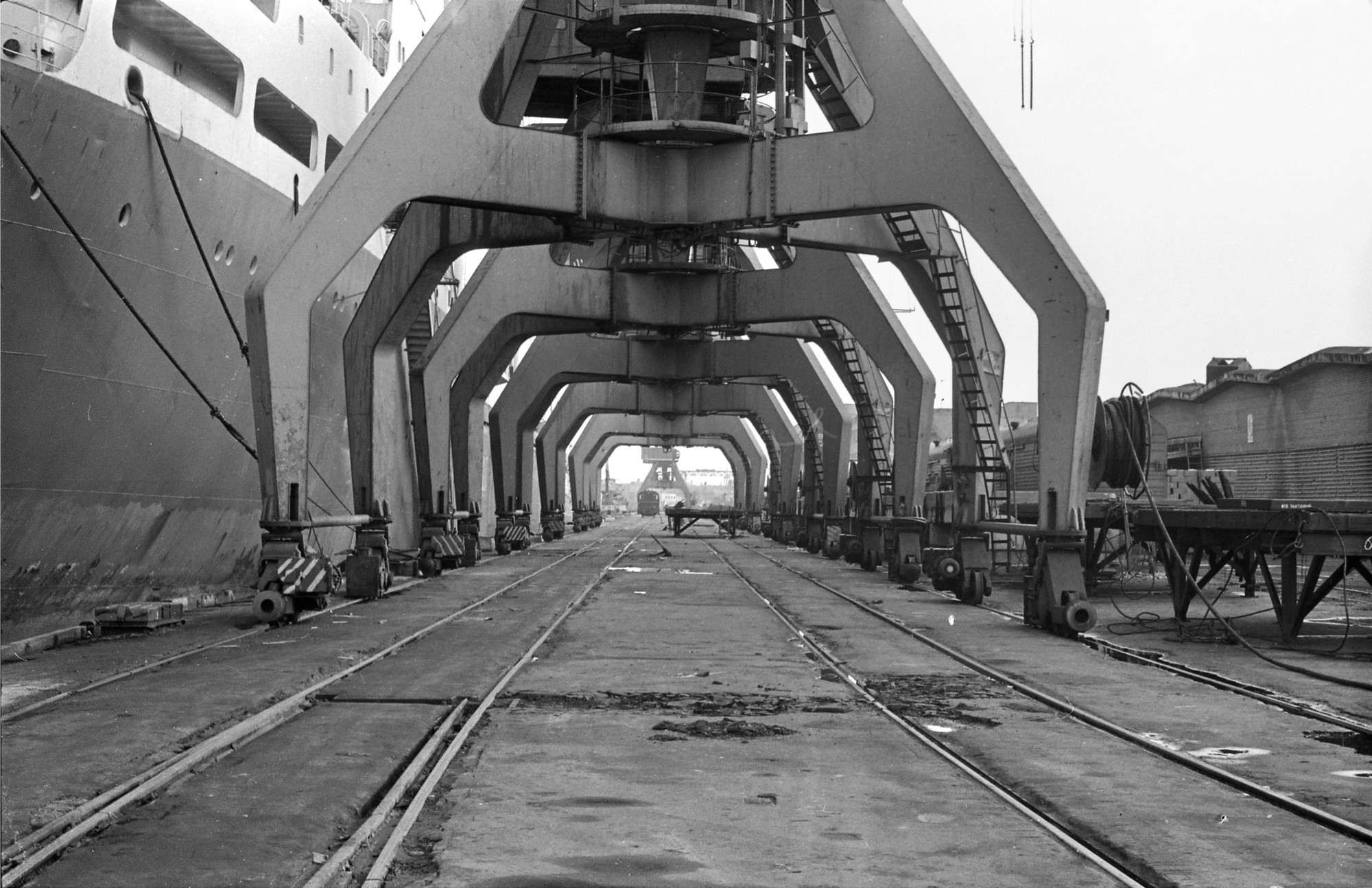
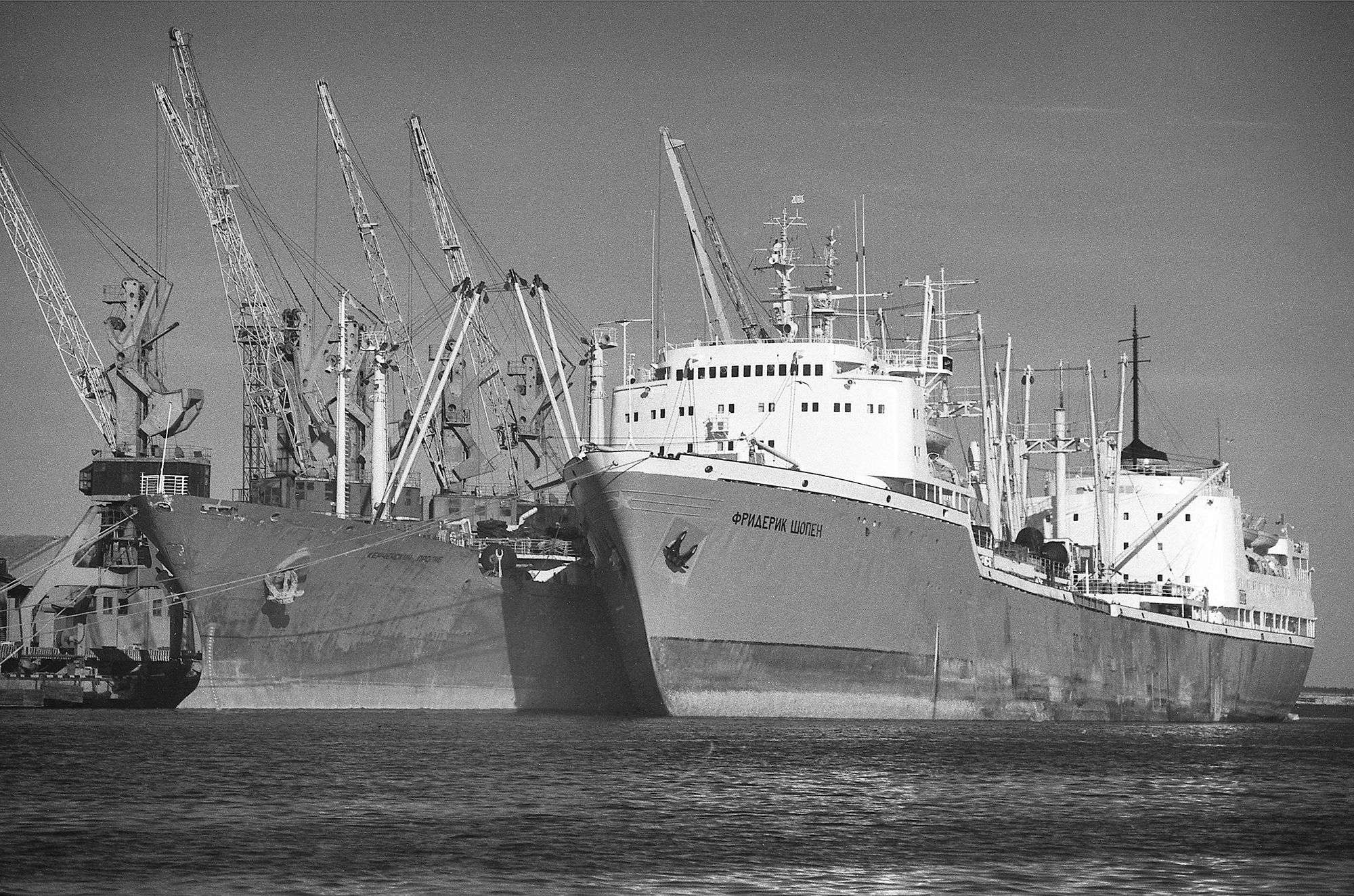
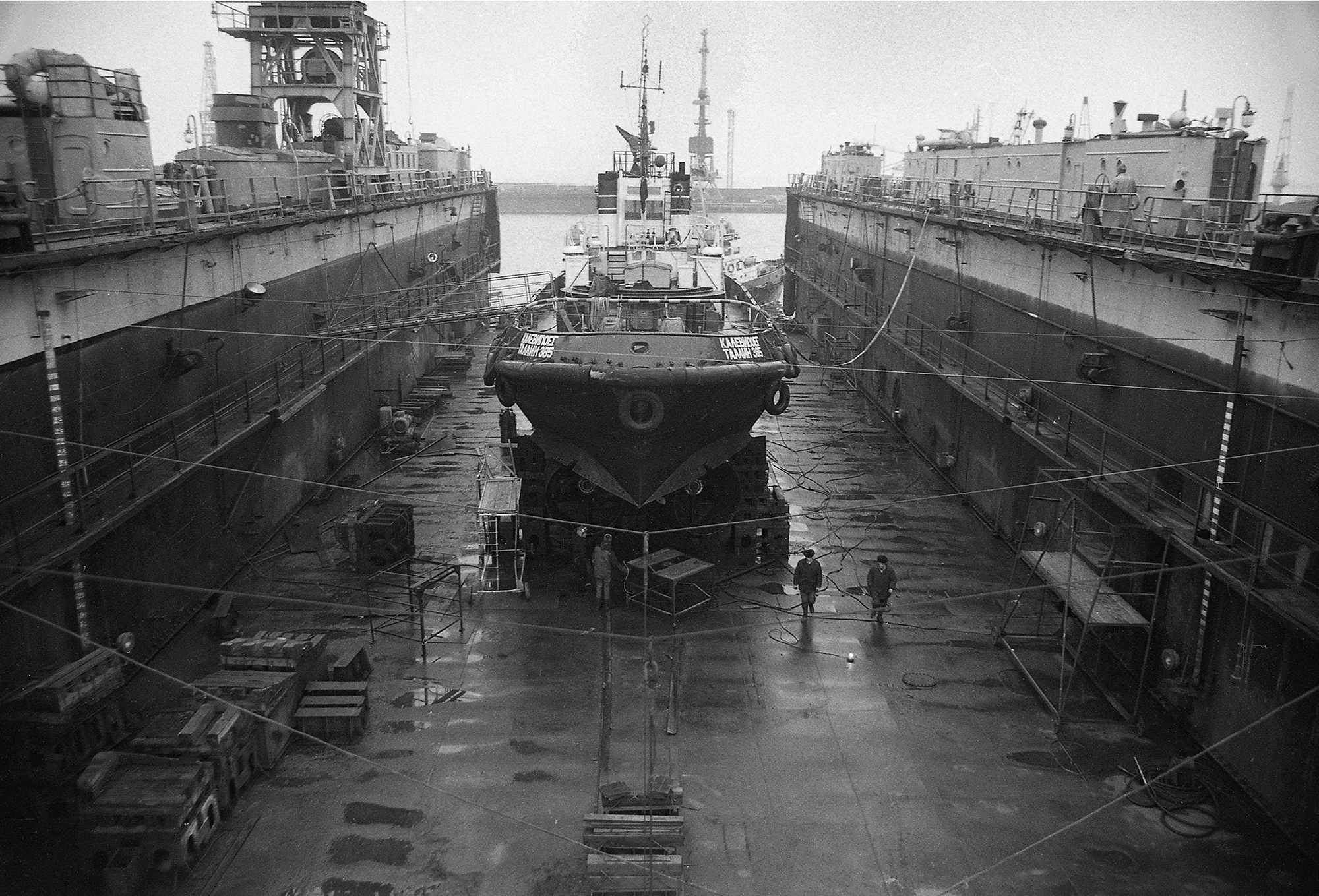
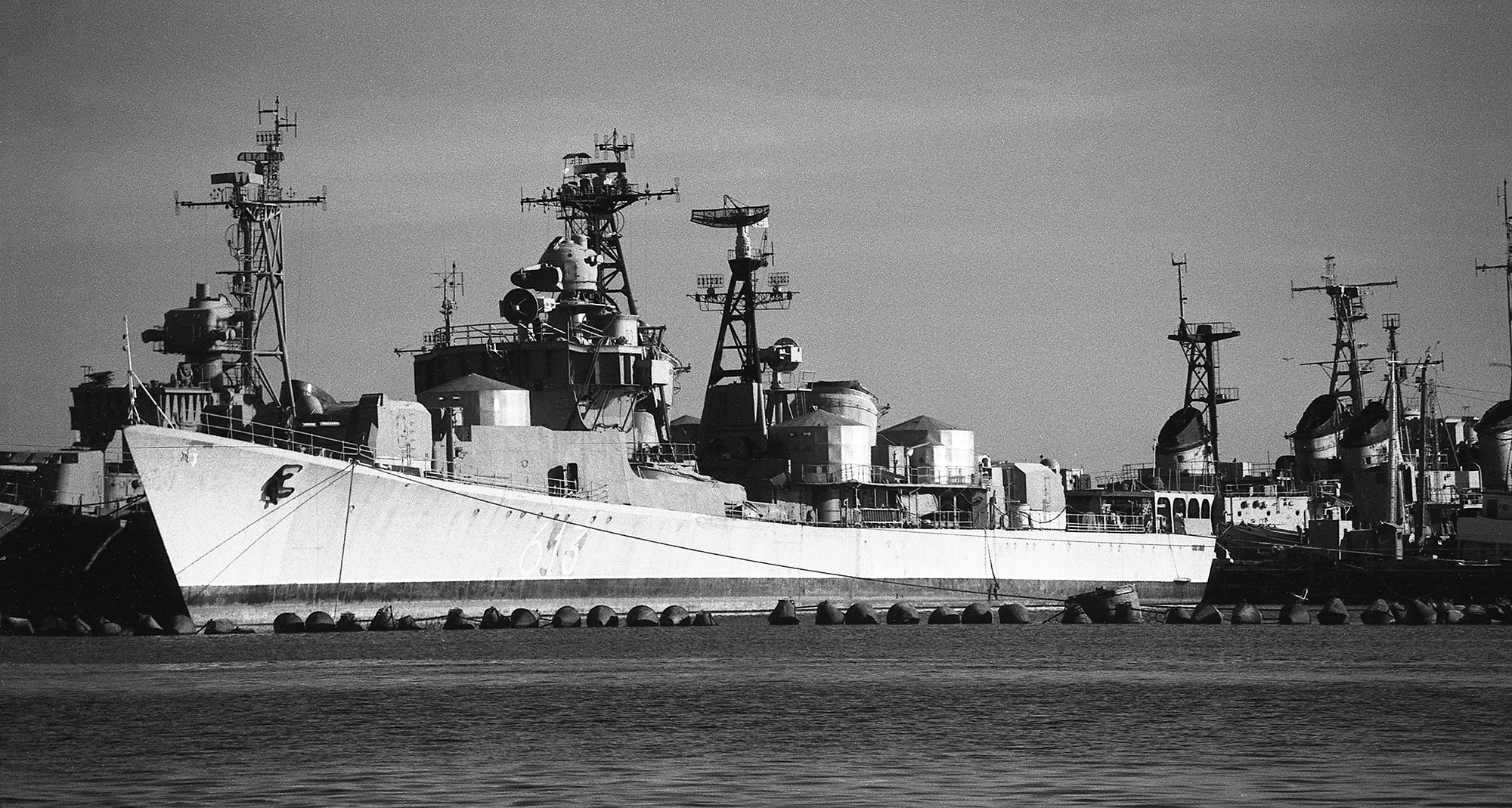

## Źródło
- Paljassaare Harbour